# 박기만
박기만(1981년 1월 10일 ~ )은 대한민국의 배우이다.
박기만으로 연극 배우로 대뷔했으나 현재는 박지후로 개명 후 활동 중이다.

## 출연작

### 영화
- 《남산의 부장들》 (2020년) - 궁정동 안가요원 2 역
- 《악녀》 (2017년) - 과거 인상남 역
- 《더 킹》 (2017년) - 두일부하 2 역
- 《특종: 량첸살인기》 (2015년) - 강 형사 역
- 《관상》 (2013년) - 닭소리사내 역

### 드라마
- 《라이더스: 내일을 잡아라》 (2015년, E채널 & 드라마큐브)
- 《미스터선샤인》 (2018년, tvN)

### 연극
- 《춘천 거기》 - 응덕 역
- 《환도열차》 - 조사관 2 역
- 《마흔》
- 《여기가 집이다》 - 종택 역
- 《유쾌한 하녀 마리사》
- 《귀로》 - 용식 역
- 《1동 28번지 차숙이네》 - 운전수 역
- 《춘천거기》 - 응덕 역
- 《연애얘기아님》 - 지섭 역
- 《사랑 지고지순하다》
- 《남자가 여자를 사랑할때》
- 《행복사진관》
- 《십이야》
- 《슬픔 혹은》